# Оцано Монферато
Оца̀но Монфера̀то (на италиански: Ozzano Monferrato; на пиемонтски: Ausan, Аусан) е село и община в Северна Италия, провинция Алесандрия, регион Пиемонт. Разположено е на 246 m надморска височина. Населението на общината е 1501 души (към 2010 г.).